# اكتئاب المسنين
يقصد بالمسنين :كبار السن الذين بلغت أعمارهم 60 سنة أو أكثر وهنا تجدر الإشارة إلى أن معظم كبار السن لديهم صحة نفسية جيدة، وكن بعضهم معرضون لخطر الإصابة باضطرابات نفسية، أو اضطرابات عصبية، عدا عن أمراض أخرى مثل: السكري، ضعف السمع، والفُصال العظمي. 
اكتئاب المسنين هو حالة نفسية تصيب كبار السن بسبب عدة عوامل أبرزها العزلة، والعجز، والفراغ الكبير الناتج عن كثرة الوقت وقلة العمل.

## عوامل خطورة الإصابة بالأمراض النفسية في مرحلة الشيخوخة:[1]
- زيادة معدل الإصابة بالأمراض (مثل: أمراض القلب، الجلطات الدماغية، الزهايمر، وغيرها).
- الآثار الجانبية لبعض الأدوية.
- فقد الصداقات، وكذلك فقدان الاعتماد على النفس، والعمل والدخل، والمرونة والحركة.
- الانعزال الاجتماعي.
- تغيرات جوهرية في نمط الحياة؛ مثل لجوئهم إلى دور المسنين.
- قضاء وقت طويل في المستشفيات.[1]

## أعراض الاكتئاب[1]
- الحزن الدائم.
- الانسحاب من الأنشطة التي كانت ممتعة سابقًا.
- مشاكل في النوم.
- الشعور بعدم الارتياح.
- اليأس.[1]

## تصنيف الاكتئاب
ترجع الصعوبة في تصنيف الاكتئاب إلى العدد الكبير من الأنواع الفرعية للاكتئاب، حيث يصنف كمزاج وكعرض وكعدة أعراض .. إلخ.
وقامت جمعيات علم النفس في أنحاء العالم بجهود واضحة في عملية التصنيف، إلا أن هذه العملية غير ثابتة، وذلك لكثرة تغييرات التصنيف من آن لآخر، ويشمل هذا التصنيف:

### الاكتئاب الداخلي
يتميز صاحبه بالتخلف عن الواقع والاكتئاب الشديد، ضعف النشاط التفاعلي مع البيئة، فقدان الاهتمام بالحياة، أعراض جسمية، البطئ الشديد، وأرق منتصف الليل، الشدة مع الذات، نقص الوزن، الاستيقاظ المبكر، الشعور بالذنب، والانتحار.

### الاكتئاب التفاعلي
يتميز صاحبه بالتخلف البسيط، قلة حدة الاكتئاب، تفاعل نشاطي أكثر مع البيئة، قلة فقدان الاهتمام بالحياة، أعراض جسمية بسيطة، عدم البطئ، قلة الشعور بالأرق الليلي، الاهتمام الزائد بالذات، نقص الاستيقاظ المبكر، قلة الشعور بالذنب، وقلة الميل للانتحار.

### الاكتئاب العصبي
غير عميق الجذور، لا يصاحبه جمود انفعالي، يتصل بالواقع، تقييمه لذاته سلبي، لا تراوده الهلوسة، يدرك صاحبه مرضه و يسعى للعلاج.

### الاكتئاب الذهني
يصاحبه جمود انفعالي، ويندر معه التعاطف الشعوري، والابتسام الموضوعي، والتجاوب مع مثيرات الفرح، يحقر ذاته و يدين نفسه، تراوده فكرة الانتحار، ولا يسعى للعلاج.

### اكتئاب رد الفعل
هو عبارة عن رد فعل لبغض الأحداث في حياة الفرد، تلك التي تسبب الشعور بالحزن والغم والضيق، عندما يواجه الشخص هذه الأحداث فإنه يلجأ إلى الحزن والتشاؤم.

## نطريات الاكتئاب

### التفسيرات المبكرة للاكتئاب
لقد وجد وصف الاكتئاب في أغلب السجلات الطبية قديمًا من حوالي 400 سنة ق.م، و يعتبر هيبوقراطس أول من أشار في كتابته الأولية إلى الميلانخوليا وهو المصطلح الأول للاكتئاب، وعرّفه أرسطو من حوالي 350 ق.م على أنه الميلانخوليا وهو طبع يميز المفكرين العظماء، وكبار الشعراء والفنانين والسادة الكبار. وفي نهاية القرن الخامس عشر وصف فيليكس بلاتر الميلانخوليا كنوع من الاغتراب العقلي الذي تكون فيه الأحكام والتصورات محرفة هكذا بدون سبب.
عام 1921 كان كريبلين أول من فصل مرض الجنون الدوري كمرض ذاتي، وأول من أوضح عدد من الاضطرابات النفسية.

### النظريات السيكوديناميكية
قد أدت أفكار وآراء كارل إبراهام إلى نظرية التحليل النفسي للاكتئاب، ففي سنة 1911 افترض إبراهام أن الكراهية شعور سائد قبل الإصابة بالاكتئاب، ولكن هذا الكره يكون غير منقبل لدى الشخص، وعلى ذلك فإنه يقمع ويسقط، إن شعور الفرد بالكره عن طريق الآخرين، ويأتي ذلك الاعتقاد بأنه مكروه بسبب عيوبه، وهنا يصبح مكتئبًا، وقد استنتج إبراهام الدليل على الكراهية المفعمة من خلال أحلام المريض الجرائمية ومحاولته الانتقام من الآخرين. 
ولقد ركزت هذه النظرية على أن الاكتئاب إنما هو غضب موجه داخليًا نحو الذات في أعقاب فقدان حقيقي أو رمزي (غضب لاشعوري) غير أن مجموعة كبيرة من الدراسات أثبتت أن كمية العدوانية لدى حالات الاكتئاب ليست عالية في حين أن الاكتئاب يرتبط بالفشل بصورة أكبر من ارتباطه بالعدوان. 
والسيكوديناميكية تعني النظر إلى الحياة على أنها سلسلة من الصراعات ومحاولات فضها ويمكن التعبير عن ذلك بعبارات أخرى، كأن نقول بأن الحياة سلسلة من ضياع الاتزان ومحاولات إعادته، أو سلسلة من التوترات ومحاولت خفضها.

### النظريات السلوكية
قد أورد لنا سليجان وآخرون أن النظريات السلوكية قد وصفت الاكتئاب على أنه فقدان عملية التدعيم للسلوك حيث وصف فيرستر السلوك المرضي بأنه نتيجة مباشرة لتفاعل الفرد مع بيئته ومحصلة تدعيمه لسيرته، وقد اعتبر أن وجود الاكتئاب يقل بالتدريج عن طريق التدعيم الإيجابي للسلوك، كما أكد لازاروس على أن الاكتئاب هو عدم كفاية المدعمات للسلوك، ويتفق لازاروس مع فيرستر في اعتبار الاكتئاب انطفاء يتضح مع نقص التدعيم ويستنتج من خلال ضعف الأدوار التي يؤديها الفرد.

### النظريات المعرفية
تتمثل هذه النظريات عند بيك حيث قسم المفهوم الخاطئ للشخص المكتئب إلى مفهوم ثلاثي المعرفة:
1. معرفة المريض أو منظوره لعالمه.
2. معرفته لذاته.
3. معرفته لمستقبله.

وكل ذلك يتم بطريقة سلبية، وعندما تزيد هذه المعرفة الثلاثية وتسود، تصبح درجة الاكتئاب لدى المريض عالية وقد تؤدي به إلى الانتحار، وأشار كل من ميلجس وباوبلي إلى أن لليأس أهمية في الشعور بالاكتئاب، حيث أن الأمل واليأس يؤديان بالمريض إلى تقييم قدرته على تحصيل أهدافه الأكيدة. هذا التقييم يعتمد على نجاحاته الأولى في تحصيل أهدافه الخاصة، وبالمثل في تأثيرها على تحصيل أهدافه بوجه عام. ويكون لدى المكتئب شعور باليأس حول مستقبله عندما يعتقد أن مهاراته غير قادرة على أن تصل به إلى أهدافه، أو أنه فاشل ويجب أن يعتمد على الآخرين، أو أن مجهوداته فيما سبق فشلت في تحقيق أهدافه. وإن مشاعر المكتئب تجعله غير قادر على تحقيق أهدافه وتبقى ذات أهمية ويصبح منشغلًا بها.

## نظريات في مجال المسنين
لقد كثر الجدال والنقاش حول المتقاعدين من المسنين، فهل يحق للمجتمع أن يحيل للتقاعد كل من وصل للسن القانوني للمعاش، بصرف النظر عن مدى قدرته على العطاء، أم يستفيد من خبراتهم، وذلك باستمرارهم في العمل طالما كانوا قادرين على العطاء. كما كثرت الأبحاث والدراسات حول ما يعانيه المتقاعدون من صعاب سواء من قلة الدخل و ضياع الاحترام، أو فقد الأصحاب. 

من هنا برزت نظريات مختلفة قسمت إلى قسمين:
- القسم الأول: تتناول تفسير الحالات التي تسود هذه المرحلة (الانسحاب، الأزمة).
- القسم الثاني: تتناول طريقة التعامل مع هذه المرحلة (النشاط، التبادلية).

### النظريات التي تتناول تفسير الحالات التي يسود هذه المرحلة

#### نظرية الانسحاب
تقوم هذه النظرية على أن المسن يترك مكانه العملي في المجتمع في الوقت الذي يسحب المجتمع منه ذلك فعلًا، فهما عمليتان تتمان في آن واحد بين كل من الفرد والمجتمع، فهو ينسحب بهدوء من موقعه الذي تكيف معه سنوات طويلة إلى مرحلة أخرى من العمر يرى فيها أنه سيكون وحيدًا في هذا العالم، و لن ينظر إليه أحد ممن كانوا يلتفون حوله في الماضي، والمجتمع ينظر إلى من وصل السن القانوني للتقاعد أنه قد أدى دوره وعليه أن يترك مكانه لمن هو أصغر منه وأنشط. 
هذه العملية تعمل على ثلاثة مستويات:
- من الناحية الاجتماعية: يجب على المسن أن يترك مجال الدور الذي لم يعد يستطيع العمل فيه بكفاءة وذلك لكي يفسح المجال لمن هم أصغر منه سنًّا.
- بالنسبة للفرد: فإن فك الارتباط (الانسحاب) هذا وسيلة للمحافظة على التوازن بين الطاقات المنحسرة للسن من جهة ومتطلبات شركاء الدور من جهة أخرى.
- من الناحية النفسية: فهو يشير إلى المحافظة على الموارد العاطفية ليتمكن من التركيز على استعداداته للموت.

قابل هذه النظرية سيل من الانتقادات من جانب الأوساط التي تهتم بالمسنين ومن ذلك ما يلي:
1. أن هذه النظرية لا تنطبق على كل الأفراد فهناك من المهن المختلفة من ظلوا يمارسون عملهم حتى وفاتهم مثل رجال الدين أو السلك الجامعي أو الأدب والفن.
2. لا ينبغي النظر إلى التقاعد باعتباره نوعًا من إرغام المرء على ترك العمل بدليل أن هناك كثيرين يرغبون في التقاعد قبل بلوغهم سن التقاعد (تسوية المعاش)، كما أن الكثيرين بعد بلوغهم سن التقاعد لا ينشدون البحث عن عمل ذي أجر.

و تلى ذلك محاولات لإعادة النظر في هذه النظرية للوقوف على معان جديدة من خلال الدراسات المختلفة على المسنين، ومن هذه المحاولات تكرار النظرية بعد تعديلها بحيث أصيحت ملائمة أكثر لحقائق التقاعد، حيث استخدم لذلك مصطلح الانسحاب التبايني للتأكيد على أن فكرة الانسحاب تحدث بنسبة مختلفة لدى المسنين. 

مرت هذه النظرية بمراحل عدة وهي:
1. كان الانسحاب مظهرًا ضروريًا بين الفرد و المجتمع، وهو يبدأ تدريجيًا بالانسحاب الانفعالي وينتهي بتركيز الطاقة حول الذات.
2. الرضا عن الحياة يرتبط إيجابيًا بالنشاط لدى بعض المسنين، ويرتبط بالانسحاب لدى البعض الآخر.
3. الانسحاب يساعد المتقاعد على زيادة الارتباط بأوجه الحياة الأخرى.

#### نظرية الأزمة
هي إحدى النظريات التي يحاول من خلالها الباحثون في مجال الشيخوخة تفسير النتائج النفسية والاجتماعية لتنحية الفرد عن عمله وتغيير أدواره بعد إحالته إلى التقاعد، ومن أنصار هذه النظرية كل من بارسونز وشوك وبيرجس الذين يؤكدون على أهمية الدور المهني لتكامل الفرد والمجتمع. وقد ركزوا على عدم التوازن الناتج عن خروج المتقاعد عمّا كان عليه لسنوات طويلة، والأزمة الناتجة عن هذا الوضع الجديد. أما القضايا التي تناولتها النظرية فهي:
1. أهمية العمل بالنسبة للفرد، فإن حرمانه منه يؤدي به إلى فقد الرضا عن الحياة.
2. اضطراب سلوك المسن نتيجة فقد الدور الاجتماعي.
3. اختلاف نظرة المسن إلى الحياة.
4. أن الأفراد الأكثر التزامًا بعملهم قبل الإحالة للتقاعد هم أكثر الناس تمسكًا بعملهم وأكثرهم كرهًا للتقاعد.
5. قيمة العمل في حياة الفرد، خاصة لمن ينحصر نشاطهم في حياتهم الوظيفية في العمل فقط.
6. إن تقليص أدوار الفرد بعد إحالته إلى التقاعد، قد يكسبه بعصًا من أنواع السلوك اللاتوافقي مثل الشعور بالدونية والعصبية والتقدير الزائد للذات.

### النظريات التي تتناول طريقة التعامل مع هذه المرحلة

#### نظرية النشاط
تركز هذه النظرية على أنه من الممكن أن يحتفظ المسنون بأنشطتهم التي اكتسبوها طوال حياتهم الماضية، وعندما يصلون إلى مرحلة التقاعد، يمكن أن يواصلوا هذه الأنشطة، أو بديلًا لها، حيث يواصلون مع زملائهم مشوارهم المتبقي في حيوية فتتكون صداقات جديدة غير التي فقدوها، وممارسة بعض ألوان النشاط الاجتماعي في الأندية المختلفة، ويعتبر كل من فريدمان وهافيجهرست وميلر من مؤسسي هذه النظرية. 

وقد اهتم فريدمان وهافيجهرست بالأنشطة البديلة عند فقد المتقاعد لوظيفته، تلك الأنشطة التي تساعد في إعادة توافق المتقاعد وتزيل لديه حالة الاكتئاب، بينما اهتم ميلر بالأنشطة التي تمثل مصادر جديدة للدخل، لذا تحقق الأنشطة البديلة للمتقاعد هدفين هما إيجاد البديل عن العمل المفقود، والحصول على مصادر جديدة لدخل الأسرة. 

الواقع أن هذه النظرية قد تتعارض مع بعض المسنين الذين كانت مسؤولياتهم وأعمالهم الكثيرة منعتهم وحجبت عنهم بعض الأنشطة الترويحية أو الأنشطة الاقتصادية الخاصة، كما أن هذه النظرية قد أغفلت كثيرًا مما يعانيه المسنون من ناحية، وسماتهم الشخصية من ناحية أخرى.

#### النظرية التبادلية
تلتزم هذه النظرية على الدور الذي يلعبه الأخذ والعطاء، وأن الحصول على شيء يعني الالتزام برد شيء دي قيمة مماثلة. وقد يفهم البعض أن الحياة إنما تقوم على عمليتي الأخذ والعطاء، وإذا طبق ذلك على المسنين المتقاعدين، فإنهم بعد وصولهم إلى هذه السن لا يستطيعون أن يعطوا كما كان عطاؤهم في الماضي، أي لا يملكون شيئًا يقدمونه مقابل الرعاية والاحترام الا ادعاء التبادلية مع الذين بذلوا لهم الرعاية منذ ولدوا وكانوا عديمي الحول والقوة. 

لكن من الصعب الاعتماد على الأبناء فبعضهم قد شغلتهم حياتهم الدنيا، وطغت المادة على العاطفة، وسلكوا دروبًا كثيرة، وتفرقت بهم السبل، ومن خلال هذا كله نسوا آباءهم وأجدادهم، كما أنه من الصعب أيضًا أن نعتبر حياة هؤلاء المسنين سلعة تباع وتشترى، سلعة للمقايضة، فالآباء حينما يعطون فإن عطاءهم عن حب ووفاء وإخلاص. لا ينتظرون رد الجميل.